# Бренгули
Бре́нгули (латыш. Brenguļi) — населённый пункт в Беверинском крае Латвии. Административный центр Бренгульской волости. Находится на левом берегу реки Абулс. Рядом проходит железнодорожная линия Рига — Лугажи со станцией Бренгули. Расстояние до города Валмиера составляет около 9 км. По данным на 2015 год, в населённом пункте проживало 250 человек. Есть волостная администрация, начальная школа, дом культуры, библиотека, почтовое отделение, магазин, пивоварня.

## История
Впервые упоминается в 1474 году. В XVIII веке здесь располагались мызы Ной-Врангельсхоф (нем. Noi-Wrangelshof, латыш. Jaun-Brenguļi muiža) и Альт-Врангельсхоф (нем. Alt-Wrangelshof, латыш. Vec-Brenguļi muiža).
В советское время населённый пункт был центром Бренгульского сельсовета Валмиерского района. В селе располагался колхоз «Варпа».